# Poecilium albicinctus
Poecilium albicinctus är en skalbaggsart som först beskrevs av Bates 1873.  Poecilium albicinctus ingår i släktet Poecilium och familjen långhorningar. Inga underarter finns listade i Catalogue of Life.